# Hellmuth Mayer

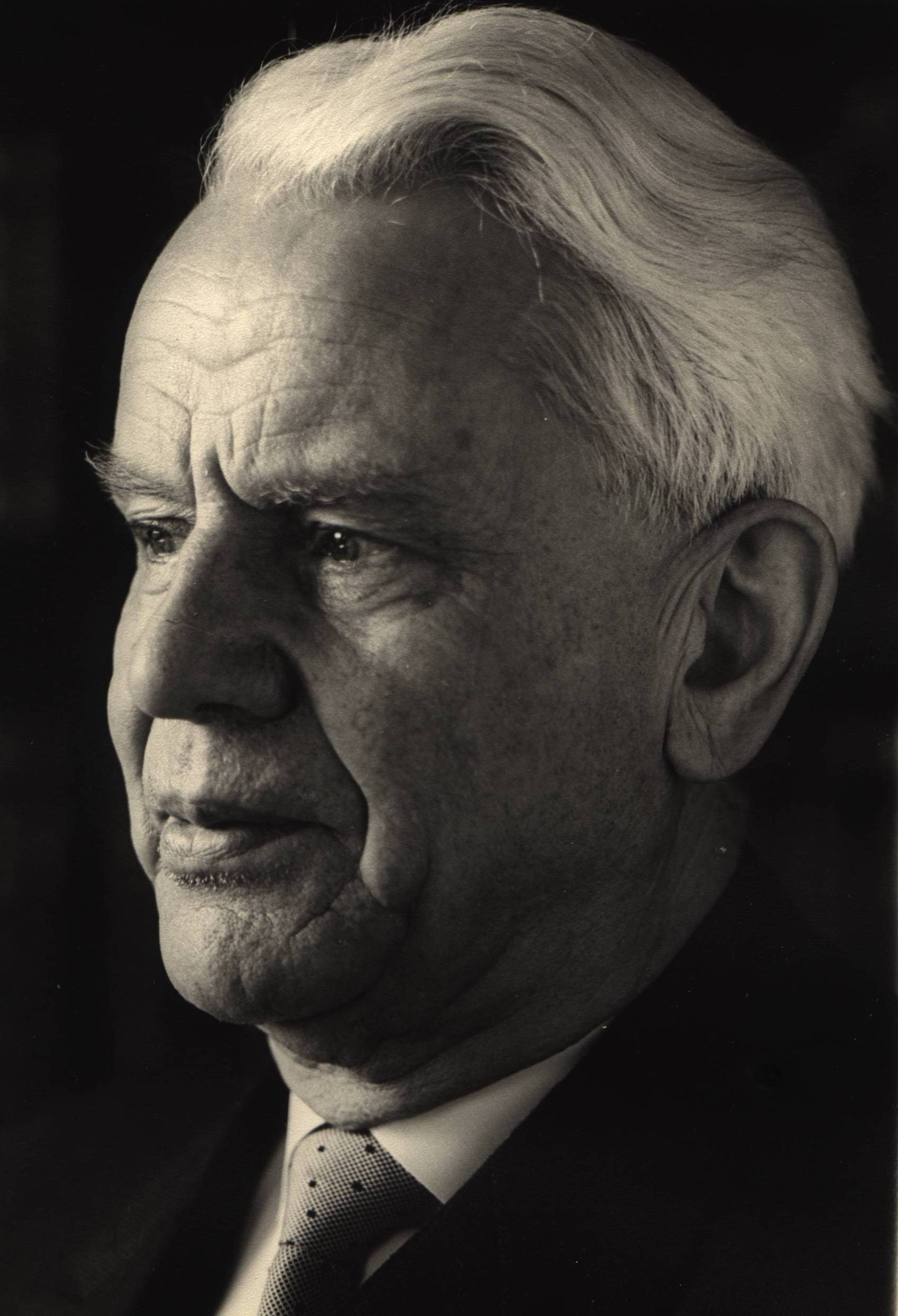
Hellmuth Mayer (etwa 1970)

Gerhard Hellmuth Mayer (* 1. Mai 1895 in Würzburg; † 9. April 1980 in Kiel) war ein deutscher Rechtswissenschaftler und Kriminologe.

## Herkunft und Werdegang
Hellmuth Mayer war der Sohn des Rechtshistorikers Ernst Mayer und dessen Ehefrau Karoline, geb. Koch (1867–1927), ehemalige Diakonisse in Neuendettelsau. Sein Urgroßvater war der klassizistische Bildhauer Ernst Mayer. Von 1901 bis 1905 besuchte Hellmuth Mayer die Volksschule in Würzburg und anschließend ab Herbst 1905 das Königliche Alte Gymnasium, wo er im Juni 1914 das Abitur ablegte. Er immatrikulierte sich zum Wintersemester 1914/15 an der juristischen Fakultät der Julius-Maximilians-Universität, ließ sich aber beurlauben und meldete sich während des Ersten Weltkriegs als Freiwilliger in das 11. Feldartillerie-Regiment der Bayerischen Armee in Würzburg, mit dem er am 4. Dezember 1914 an die Westfront kam. Seine Einheit kämpfte vorwiegend in Flandern.
Am 1. Mai 1916 wurde er zum „etatmäßigen“ Unteroffizier ernannt und kam an der Ostfront im Gebiet des heutigen Belarus zum Einsatz. Ab dem Frühjahr 1917 war er erneut an der Westfront in Flandern und Artois. Am 18. September 1918 wurde Mayer zum Leutnant ernannt.
Nach ordnungsgemäßer Rückführung der Truppe nach Bayern wurde Mayer am 7. Dezember 1918 entlassen und war anschließend von Februar bis Oktober 1919 im Freikorps Epp aktiv und mit ihm an der Niederschlagung der Münchner Räterepublik vom 1. bis 3. Mai 1919 beteiligt.
In der Weimarer Republik studierte Mayer Rechtswissenschaft an der Universität Würzburg, wo er 1920 das Erste Juristische Staatsexamen mit Auszeichnung ablegte. Nach Referendariat und Tätigkeit als Gerichtsassessor folgte 1923 das Zweite Staatsexamen. Bereits 1921 war Mayer für eine Arbeit über „Zuchtgewalt und Strafrechtspflege“ promoviert worden (Summa cum laude). Am 1. Januar 1924 erhielt er die Zulassung als Anwalt in Würzburg, was er bis zum 1. April 1930 blieb.
1924 war er als Rechtsanwalt Verteidiger des im Hitler-Prozess Angeklagten Friedrich Weber, Chef des Bundes Oberland, dem Mayer vorübergehend bis zum Marsch auf die Feldherrnhalle, an dem er sich nicht beteiligt hat, als inaktives Mitglied angehört hatte.
Seine Habilitation zum Thema „Der amtsrichterliche Strafbefehl“ erfolgte am 17. August 1928 an der Universität Erlangen, wo er anschließend als Privatdozent lehrte. Im Wintersemester 1929/30 übernahm Mayer eine Lehrstuhlvertretung an der Universität Frankfurt am Main und wurde dann zum Sommersemester 1930 auf den Strafrechtslehrstuhl der Universität Rostock berufen.
Von 1924 bis 1930 war Mayer Mitglied in der DNVP und setzte sich in öffentlichen Reden leidenschaftlich für eine föderalistische Verfassung und die Wiederherstellung der Monarchie in Bayern ein. Vor allem aber machte Hellmuth Mayer durch seine wissenschaftlichen Arbeiten (Urteilskommentare) und mit seinem Buch über den im Zivilprozeß bei Vermögensdelikten abzuklärenden Tatbestand der Untreue auf sich aufmerksam.

## Professor in Rostock und Offizier im Zweiten Weltkrieg
Vor der Annahme des Rostocker Lehrstuhls trat Mayer mit dem bayerischen Kronprinzen Rupprecht in Kontakt, an den er sich durch seinen Fahneneid gebunden fühlte. Auf die Frage, ob er den geforderten Eid auf die Weimarer Reichsverfassung leisten solle, erhielt er die Antwort, er tauge am besten zum Professor und solle den Eid leisten und halten.
1931 heiratete Mayer die Rostockerin Charlotte geb. Keding (1909–2002), mit der er zwei Töchter und zwei Söhne hatte.
In der Zeit als Ordinarius in Rostock  veröffentlichte Mayer eines seiner Hauptwerke Das Strafrecht des deutschen Volkes (1936).
Das Buch wurde zwei Jahre später vom nationalsozialistischen Strafrechtler Friedrich Schaffstein in der ZStW besprochen und zwar als „eigenwilliges Werk“ charakterisiert, dem aber dennoch attestiert wird, dass man ihm „einen der ersten Plätze im strafrechtswissenschaftlichen Schrifttum der letzten Jahre zuerkennen müsse.“
Im „Dritten Reich“ nahm Mayer 1935 und 1936 an militärischen Übungen im Artillerieregiment 12 teil und wurde zum Hauptmann der Reserve befördert. Ende August 1939 wurde er zum Artillerieregiment 12 eingezogen und nahm als Batteriechef am Überfall auf Polen teil. In den folgenden Jahren war er gleichzeitig an der Universität Rostock und als Sachbearbeiter für die persönlichen Belange von Soldaten im Stab der Ersatzdivision 192 tätig. Daneben war er auch zeitweise Kriegsgerichtsrat und Dozent in Wehrmachtskursen in Norwegen.

## Nachkriegszeit
Im April 1945 kam Mayer zurück zu seiner Familie nach Rostock bzw. Kühlungsborn. Hier erlebte er an seinem 50. Geburtstag, dem 1. Mai 1945, den Einmarsch der Sowjetarmee.
Schon 1944 war Hellmuth Mayer von der Universität Kiel auf den Lehrstuhl für Strafrecht berufen worden, erhielt aber in der sowjetischen Zone vom dortigen Kultusbeauftragten, seinem bayerischen Landsmann Johannes R. Becher, die wiederholte dringende Bitte, doch an der Universität in Rostock zu verbleiben. Infolge der politischen Entwicklung ging Mayer 1947 jedoch nach Kiel und bekam nach der Währungsreform im Juli 1948 die offizielle Erlaubnis der Sowjetischen Besatzungsmacht  für den Umzug seiner Familie in den Westen, nach Kiel. Ab 1947 besetzte er seinen Lehrstuhl als Rechtsprofessor an der Christian-Albrechts-Universität zu Kiel. In Akademikerkreisen erhielt er den Spitznamen Anders-Mayer, weil er seine häufig abweichende Meinung kundtat und so in zahlreichen Eintragungen, z. B. im Strafrechtskommentar Schönke/Schröder, der so genannten herrschenden Meinung der Zusatz „anders: Mayer“ angefügt wurde.
Im Jahre 1947 von der Britischen Militärverwaltung zum Richter auf Probe (Hilfsrichter) am Oberlandesgericht Schleswig ernannt, war Hellmuth Mayer von 1952 bis 1965 Oberlandesgerichtsrat im 2. Strafsenat des OLG Schleswig.
Während der Spiegelaffäre (1962) trat Hellmuth Mayer vehement für die Einhaltung rechtsstaatlicher Grundsätze ein. Mayer war aus diesen Grundsätzen auch ein entschiedener Kritiker der Sicherungsverwahrung.
Mayer starb am 9. April 1980 in Kiel.

## Ansichten zur Reform des Sexualstrafrechts
Mayer befürwortete eine Reform des Sexualstrafrechts, mit einer Absenkung des Schutzalters auf 12 Jahre. Die Strafbarkeit solle sich auf "ernsthafte sexuelle Attacken" beschränken, "kleine Handgreiflichkeiten" von Erwachsenen gegenüber Kindern seien nicht zu bestrafen, diese würden von Kindern "schnell vergessen". Gleiches gelte für Exhibitionismus, der generell straffrei sein solle. Auch müsse man den "angelockten Mann" vor der "Erpressung durch sogenannte Kinder" schützen, die leider häufig geschehe. Durch das Zusammenwirken von Feminismus und Idealismus werde der Jugendschutz übertrieben.
Ebenso forderte er eine völlige Freigabe der Prostitution, wobei lediglich darauf zu achten sei, dass Frauen nicht ausgebeutet würden und die Unzucht nicht in der Öffentlichkeit stattfinde. Dagegen sprach sich Mayer ausdrücklich für eine Verschärfung der zivilrechtlichen Auslegung des Ehebruchs aus, denn dieser sei keine Privatsache, sondern ein "schwerer Angriff auf die soziale und menschliche Existenz des gekränkten Gatten".
Eine völlige Freistellung der Homosexualität lehnte Mayer ab, da Homosexuelle "durchschnittlich ... eben unglückliche Menschen seien", weshalb eine "Verführung zur Homosexualität" nicht zugelassen werden solle.

## Engagement in der Evangelisch-Lutherischen Kirche
Nach der Machtergreifung Hitlers gehörte Mayer zum Freundeskreis Friedrich Brunstäds, des vormaligen Professors für Philosophie in Erlangen und dann für systematische Theologie in Rostock. Zusammen mit dessen Schüler und Doktoranden Eugen Gerstenmaier unterstützte der gläubige Protestant seit 1935 die Bekennende Kirche in Mecklenburg.
Nach dem Zweiten Weltkrieg war er in mehreren Funktionen in der Lutherischen Schleswig-Holsteinischen Landeskirche, der späteren Nordelbischen Kirche, tätig. Von 1952 bis 1954 war er juristischer Beisitzer am Kirchengericht und anschließend bis 1966 Mitglied der Kirchenleitung. Auf der 11. Landessynode im November 1953 wurde Hellmuth Mayer zum Synodalen gewählt, was er bis 1965 blieb.

## Schriften (Auswahl)
- Zuchtgewalt und Strafrechtspflege (Leipzig 1922) (Dissertation 1921)
- Die Untreue im Zusammenhang der Vermögensverbrechen (München 1926).
- Das Strafrecht des deutschen Volkes (Stuttgart 1936).
- Strafrecht (Stuttgart 1953).
- Strafrechtsreform für heute und morgen (Berlin 1962).
- Beiträge zur gesamten Strafrechtswissenschaft (Berlin 1966).
- Strafrecht (Stuttgart 1967).
- Die gesellige Natur des Menschen. Sozialanthropologie aus kriminologischer Sicht, Kriminologische Forschungen Band 10, (Berlin 1977) ISBN 3-428-03999-8